# NGC 4963
NGC 4963 је спирална галаксија у сазвежђу Ловачки пси која се налази на NGC листи објеката дубоког неба.
Деклинација објекта је + 41° 43' 17" а ректасцензија 13h 5m 51,9s. Привидна величина (магнитуда) објекта NGC 4963 износи 13,4 а фотографска магнитуда 14,2. NGC 4963 је још познат и под ознакама UGC 8190, MCG 7-27-30, CGCG 217-10, IRAS 13035+4159, PGC 45315.